# Geoffrey Billington
Geoffrey Billington –conocido como Geoff Billington– (Whalley, 2 de marzo de 1955) es un jinete británico que compitió en la modalidad de salto ecuestre.
Ganó una medalla de bronce en el Campeonato Mundial de Saltos Ecuestres de 1998 y una medalla de bronce en el Campeonato Europeo de Saltos Ecuestres de 1997. Participó en dos Juegos Olímpicos de Verano, en los años 1996 y 2000, ocupando el sexto lugar en Atlanta 1996, en la prueba individual.

## Palmarés internacional
| Campeonato Mundial | Campeonato Mundial  | Campeonato Mundial | Campeonato Mundial |
| Año                | Lugar               | Medalla            | Categoría          |
| ------------------ | ------------------- | ------------------ | ------------------ |
| 1998               | Roma (Italia)       | Medalla de bronce  | Por equipos        |
| Campeonato Europeo |                     |                    |                    |
| Año                | Lugar               | Medalla            | Categoría          |
| 1997               | Mannheim (Alemania) | Medalla de bronce  | Por equipos        |